# Club Nacional de Football
 Ikke at forveksle med Club Nacional.
Club Nacional de Football (normalt bare kendt som Nacional) er en uruguayansk fodboldklub fra hovedstaden Montevideo. Klubben spiller i landets bedste liga, Primera División Uruguaya, og har hjemmebane på Estadio Gran Parque Central. Klubben blev grundlagt den 14. maj 1899, og har siden da vundet 49 uruguayanske mesterskaber. Tre gange har man vundet Copa Libertadores og tre gange Intercontinental Cup.
Nacionals største rivaler er Peñarol, en anden Montevideo-klub.

## Titler
- Uruguayansk Liga (49): 1902, 1903, 1912, 1915, 1916, 1917, 1919, 1920, 1922, 1923, 1924, 1933, 1934, 1939, 1940, 1941, 1942, 1943, 1946, 1947, 1950, 1952, 1955, 1956, 1957, 1963, 1966, 1969, 1970, 1971, 1972, 1977, 1980, 1983, 1992, 1998, 2000, 2001, 2002, 2005, 2005-06, 2008-09, 2010-11, 2011-12, 2014-15, 2016, 2019, 2020, 2022

- Copa Libertadores (3): 1971, 1980 og 1988

- Intercontinental Cup (3): 1971, 1980 og 1988

- Copa Interamericana (2): 1972 og 1989

- Recopa Sudamericana (1): 1989

## Kendte spillere
|  |  | - Nelson Abeijón - Sebastián Abreu - Carlos Aguilera - Atilio Ancheta - José Leandro Andrade - Luis Artime - Wilmar Cabrera - Héctor Castro - Pedro Cea - Sebastián Coates - Sebastián Fernández - Daniel Fonseca - Jorge Fucile - Schubert Gambetta - Diego Godín - Álvaro González - Gianni Guigou |
|  |  | --- |

|  |  | - Hugo de León - Nicolás Lodeiro - Diego Lugano - Ildo Maneiro - Sergio Martínez - Andrés Mazali - Fernando Muslera - José Nasazzi - Fabián O'Neill - Aníbal Paz - Julio Pérez - Pedro Petrone - Rodolfo Pini - José Pintos Saldanha - Conduelo Píriz - Álvaro Recoba |
|  |  | --- |

|  |  | - Emilio Recoba - Rodolfo Rodríguez - Ángel Romano - Héctor Scarone - Zoilo Saldombide - Ruben Sosa - Luis Suárez - Eusebio Tejera - Antonio Urdinarán - Santos Urdinarán - Julio Dely Valdes - Waldemar Victorino - Sebastián Viera - Tabaré Viudez - Pierre Webó - Alfredo Zibechi |
|  |  | --- |

## Danske spillere
- Ingen